# 2014年ソチオリンピックのドミニカ国選手団
2014年ソチオリンピックのドミニカ国選手団（2014ねんソチオリンピックのドミニカこくせんしゅだん）は、2014年2月7日から23日までロシアのソチで開催された2014年ソチオリンピックドミニカ国選手団の名簿。ドミニカ国は今回、冬季オリンピック初参加となった7ヶ国のうちの一つになった。

## 選手団
- 人員: 選手 2人
- 開会式旗手: ゲイリー・シルヴェストリ

夫であり旗手を務めたゲイリー・シルヴェストリはアメリカ・ニューヨーク出身で、金融業に勤めていた人物。慈善活動でドミニカ国を訪れていたことで市民権を得たため、念願だったスポーツ選手としてのオリンピック参加に繋がった。なお、スキーを参加競技にしたのは趣味がスキーだったため。妻のアンゲリカ・シルヴェストリがスキー競技に参加しているのも夫同様趣味によるものである。

## クロスカントリースキー
- ゲイリー・シルヴェストリ

男子15kmクラシカル (途中棄権)
- アンゲリカ・シルヴェストリ

女子10kmクラシカル (棄権)